# Adolf-Grimme-Preis 1994
Der 30. Adolf-Grimme-Preis wurde 1994 verliehen. Die Preisverleihung fand am 18. März 1994 im Theater Marl statt. Die Moderation übernahm dabei Matthias Beltz.

## Preisträger

### Adolf-Grimme-Preis mit Gold

#### Serien & Mehrteiler
- Dieter Wedel (Buch und Regie), Will Quadflieg (Darsteller), Heinz Schubert (Darsteller), Hans Korte (Darsteller) und Mario Adorf (Darsteller) (für die Sendereihe Der große Bellheim, ZDF)

### Adolf-Grimme-Preis

#### Fernsehspiel
- Max Färberböck (Buch und Regie) und Hannelore Hoger (Hauptdarstellerin) (für die Sendereihe Bella Block, ZDF / Arte)
- Thomas Carlé (für die Sendung Männer auf Rädern, ZDF)
- Heinrich Breloer (für Buch und Regie zu Wehner – die unerzählte Geschichte, WDR / NDR)
- Bernd Schadewald (Buch und Regie), Nicolette Krebitz (Darstellerin) und Niels Bruno Schmidt (Darsteller) (für die Sendung Schicksalsspiel, NDR / WDR)

#### Unterhaltung & Show
- Herbert Feuerstein (für Buch und Moderation zu Schmidteinander, WDR)
- Jürgen von der Lippe (Konzeption und Moderation) und Wendelin Haverkamp (Konzeption) (für die Sendung Geld oder Liebe, Folge 27, WDR)

#### Information
- Stephen Trombley (für Buch und Regie zu Ein Exekutionsprotokoll, ZDF / BBC / u. a.)

#### Serien & Mehrteiler
- Edgar Reitz (für Buch und Regie zu Die zweite Heimat – Chronik einer Jugend, WDR)
- Christian Görlitz (Regie) und Achim Hagemann (Musik) (für die Sendereihe Der kleine Vampir, WDR)

#### Kultur
- Christa Ritter und Rainer Langhans (für Buch und Regie zu Schneeweißrosenrot, WDR)

#### Spezial
- Walter Moers (für die Sendereihe Käpt’n Blaubär, WDR)
- Hubertus Meyer-Burckhardt (für Moderation und Präsentation von Sowieso – Die Sonntagsshow, BR / HR)
- Wolfgang Ettlich (für Buch und Regie zu Ausgerechnet Bananen / Die Schützes, BR / WDR)

### Besondere Ehrung
- Dieter Meichsner (für die Überbrückung des Grabens zwischen Literatur und Unterhaltung im deutschen Fernsehen)

### Sonderpreis des Kultusministers von Nordrhein-Westfalen
- Christian Cloos und Christoph Dreher (für Buch zu Lost in Music: Hiphiphooray, ZDF / 3sat)